# Monofosfat de desoxicitidina
El monofosfat de desoxicitidina de fórmula química C9H14N₃O₇P
(en anglès: Deoxycytidine monophosphate, abreujat dCMP) o desoxicitidilat, és un desoxinucleòtid, i un els quatre monòmers que fan l'ADN. En la doble hèlix d'ADN farà un parell de base amb el monofosfat de desoxiguanosina.